# Полянки (Ядринський район)
Поля́нки (рос. Полянки, чув. Полянки) — село у Чувашії Російської Федерації, у складі Стрілецького сільського поселення Ядринського району.
Населення — 301 особа (2010; 315 в 2002, 587 в 1979, 1266 в 1939, 1921 в 1926, 1258 в 1897, 701 в 1858). У національному розрізі у селі мешкають чуваші та росіяни.

## Історія
Історичні назви — Алексієвська, Полянка. До 1861 року селяни мали статус поміщицьких (Мостиніни, Мостофіни, Бутлерові, Фонданстерові, Агеєві, Гаузенберги, Воронецькі, Коптеві), займались землеробством, тваринництвом, бджільництвом. Діяв храм Святої Трійці (1900–1932). У 18 столітті функціонував винокурний завод. 1887 року відкрито церковнопарафіяльну школу, з 1 жовтня 1891 року — школа грамоти, з 1894 року земське училище. На початку 20 століття діяли 6 вітряків, у 1920-ті роки діяла початкова школа, працювали різні майстерні, сільськогосподарське товариство «Нова деревня». 1930 року створено колгосп «імені Кірова». До 1927 року село входило до складу Балдаєвської, Слободо-Стрілецької та Ленінської волостей Ядринського повіту. Після переходу 1927 року на райони — у складі Ядринського району.

## Господарство
У селі діють фельдшерсько-акушерський пункт, клуб, бібліотека, магазин.